# 河上的爱情
《河上的爱情》是中国导演贾樟柯在2008年的短片作品。该片讲述了四个大学时的朋友和恋人在十年后的团聚的浪漫故事，由经常在贾樟柯的电影中演出的赵涛和王宏伟，以及2006年曾主演过娄烨的电影《颐和园》的郝蕾和郭晓冬出演。贾樟柯说他的灵感来自中国经典电影《小城之春》，也是关于发生在中国东部的一个水乡小镇的旧情人团聚的故事。

这部影片由贾樟柯的西河星汇出品。

## 故事
四个90级的大学同学唐晓年（王宏伟）、白羽（郝蕾）、马强（郭晓冬）、周绮（赵涛）在毕业10年后到一个江南水乡小镇为当年的季教授祝贺生日。四个人都是从前的校园诗人，办过校园刊物《这一代》。马、周从前是恋人，如今周嫁作人妇，马还是孑然一身。周对马 表示关心，表露出爱意尚在。唐、白显然关系也曾经密切。白因为其丈夫有外遇而婚姻不幸福，唐的妻子事业发展顺利而夫妻关系平淡。生活如木舟，在时间的河流里漂游。片尾曲罗大佑的《恋曲1990》对曾经的爱诠释。

## 发行
该片是第65届威尼斯电影节非竞赛单元的两部华语电影之一（另一部是余力为的《塑料城市》）。短片也将与贾樟柯的长片《二十四城记》一同参加2008年10月的BFI伦敦电影节